# Еритреја на Зимским олимпијским играма 2018.
Еритреја је у свом дебитантском наступу на Зимским олимпијским играма 2018. у Пјонгчангу, у Јужној Кореји учествовала са једним апласким скијашем.
Заставу Еритреје на свечаном отварању Олимпијских игара 2018. носио је једини такмичар Шанон−Огбани Абеда.

## Учесници по спортовима
| Спорт          | Мушкарци | Жене | Укупно |
| -------------- | -------- | ---- | ------ |
| Алпско скијање | 1        | 0    | 1      |
| Укупно (1)     | 1        | 0    | 1      |

## Алпско скијање
| Скијаш/ица         | Дисциплина | 1. вожња | 1. вожња | 2. вожња | 2. вожња | Укупно време | Укупно време | Детаљи |
| Скијаш/ица         | Дисциплина | Време    | Поз.     | Време    | Поз.     | Време        | Поз.         | Детаљи |
| ------------------ | ---------- | -------- | -------- | -------- | -------- | ------------ | ------------ | ------ |
| Шанон−Огбани Абеда | Велеслалом | 1:19.86  | 67       | 1:20.01  | 62       | 2:39.87      | 61           |        |
| Шанон−Огбани Абеда | Слалом     |          |          |          |          |              |              |        |